# Coming-of-age (gènere)
|  | «Coming-of-age» redirigeix aquí. Si cerqueu la sèrie de televisió, vegeu «Coming of Age». |

Coming-of-age és un gènere literari i cinematogràfic que se centra en el creixement psicològic i moral del protagonista, sovint des de la joventut fins a l'adultesa. El creixement personal i els canvis són característiques importants d'aquest gènere, el qual compta com a base amb el diàleg i les respostes emocionals, en comptes de l'acció. En molts casos, el protagonista és un home jove i la història és a vegades explicada mitjançant flashbacks.
Temàtiques com la identitat sexual, filosofia personal i opinions polítiques poden formar part de l'argument.
El bildungsroman (novel·la de formació o novel·la d'educació en alemany) és un subgènere específic del coming-of-age. Està present en la literatura i se centra en el desenvolupament psicològic i moral del protagonista.El canvi en el personatge és extremadament important. Originalment el bildungsroman parlava d'una història romàntica, però amb el pas dels anys s'ha anat reinterpretant la definició, significant actualment la història d'un personatge des de l'adolescència fins a l'edat adulta.

## Història del gènere
Als 80 apareix el terme Coming of Age encara que abans ja s'havia començat a definir l’estructura d’aquest tipus de pel·lícula.
Les pel·lícules per a adolescents van experimentar un ressorgiment notable durant aquests anys, i es deu en gran part a les sales de cinema de múltiples pantalles. El múltiplex va proporcionar una facilitat a l’hora d’obtenir públic que els directors van començar a indagar en mons (fins a aquell moment) poc explotats.
Un altre factor clau en el repunt de la pel·lícula juvenil d’aquesta dècada que sovint es passa per alt és l’aparició del centre comercial. Les botigues i els restaurants de menjar ràpid van substituir les sales de billar i les fonts de refrescos del passat, atraient grups d’adolescents que venien a passar l’estona. A més, la centralització de múltiples sales de cinema en o a prop d’aquests centres comercials va augmentar, com hem dit, el nombre de sales amb pantalles i va oferir als cineastes una major varietat i comoditat. Així, la necessitat d’atendre el públic jove que freqüentava aquests establiments es va fer palesa a Hollywood, i es va produir una gran quantitat de pel·lícules dirigides a adolescents.

## Característiques
Com ja s'ha esmentat anteriorment, les obres que es recullen sobre el nom de cominf-of-age, tenen una sèrie de característiques comunes entre elles. Dins de la trama i l'agrument, és comú que el personatge topi amb alguna d'aquestes sensacions:
- Conflicte i confusions interners, que es transformen en creixement i desenvolupament personal.[3]
- Canvi en la forma de pensar, centrant-se menys en ells mateixos i assumint el món del seu voltant.
- Punt d'inflexió a la seva vida, troba un abans i un després arrel d'un canvi.

A nivell de global del gènere i no tan sols la trama, hi ha elements que es repeteixen com:
- Les pel·lícules solen incloure elements dramàtics que poden barrejar-se amb la comèdia, la música o inclòs altres gèneres com el terror (tot i que aquest darrer no és gaire comú)
- L'acte de créixer proporcionen un terreny de joc per a totes les pel·lícules, on l'institut i el període acadèmic són un element clau. Enacra i així, no sempre és necessàri que el/la protagonista es trobi en aquest punt vital en concret, sinó que també pot estar creixent a nivell personal i trobar-se a la universitat.[4]

## En la literatura
- La Telemaquia en l'Odissea d'Homer (segle VIII a. C.)
- El filòsof autodidacta, de Ibn Tufayl (segle XII)
- Tom Jones, d'Henry Fielding (1749)
- Vida i opinions de Tristram Shandy, home de llinatge, de Laurence Sterne (1759)
- Càndid, de Voltaire (1759)
- Demian, de Hermann Hesse (1919)
- L'Enfance d'un chef, de Jean Paul Sartre (1939)
- El vigilant en el camp de sègol, de J. D. Salinger (1951)
- Saga completa de Harry Potter de J.K Rowling (2001-2011)
- Never Let Me Go de Kazuo Ishiguro (2005)
- Crepuscle de Sthephenie Meyer (2008-2012)

## Al cinema
- Trens rigorosament vigilats de Jiří Menzel (1966)
- Grease de Randal Kleiser (1978)
- The Breakfast Club de John Hughes (1985)
- SLC Punk! de James Merendino (1998)
- Mean Girls de Mark Waters (2004)
- Persèpolis de Marjane Satrapi i Vincent Paronnaud (2007)
- Boyhood de Richard Linklater (2014)
- Call Me By Your Name de Luca Guadagnino (2017)
- Lady Bird de Greta Gerwig (2017)
- No Hard Feelings de Gene Stupnitsky (2023)